# Молитви за Боббі
«Молитви за Боббі» (англ. Prayers for Bobby) — телевізійний фільм 2009 року американського режисера Рассела Малкехі. Заснований на однойменній книзі американського журналіста та письменника Лероя Ааронса.

## Сюжет
Боббі ріс звичайним підлітком, мріяв стати письменником, його оточували батьки, брати і сестри. Не в силах приховувати правду, юнак зізнається старшому братові, що він гей. Таємниця стає відомою всьому консервативному сімейству.
Мері — релігійна фанатичка — вирішує вилікувати сина від «страшної хвороби», відправляє Боббі до психолога, читає вголос Біблію, слухає проповіді по радіо, розклеює по всьому будинку головні заповіді.
Фільм розповідає історію Мері, яка тільки після смерті сина розуміє всю старомодність, безглуздість і дурість своїх переконань. Намагаючись «врятувати сина і його душу», вона знищила назавжди не тільки його, але і себе. Головну роль в цьому фільмі зіграла Сігурні Вівер, яка розповіла в інтерв'ю «Windy City Times», що вона багато чула про те, що цю книгу (історію про Бобі і Мері) часто діти дають своїм батькам перед розповіддю їм про свою гомосексуальність. «Я подумала, що ми можемо надати ще одну форму, за допомогою якої можна почати розмову», — додала вона.

## Історія створення
У 1989 році Лерой Ааронс (Leroy Aarons) прочитав в газеті статтю про самогубство 20-річного чоловіка з передмістя Сан-Франциско в Каліфорнії. Лерой звернув особливу увагу на матір загиблого хлопця Мері Гріффіт, яка намагалася вилікувати сина від гомосексуальності. Боббі Гріффіт надзвичайно страждав через відсутність підтримки з боку сім'ї та засудження церкви. У серпні 1983 року він стрибнув з мосту автомагістралі в Портленді (Орегон) під колеса вантажівки та загинув. Смерть Боббі сильно вплинула на Мері і змінила її погляди. Вона, нарешті, зрозуміла, що релігійна віра не дозволила їй прийняти гомосексуальність сина, і її фанатизм вбив Боббі.
Мері казала: «Весь мій розум був скутий словом Євангелія, крім нього я нічого більше не чула. І немає ніякої різниці, сталося б, усе, що сталося вчора або через декілька років».
В історії Гріффіт відображаються власні переживання Ааронса, який понад 25 років виступав проти відкритих гей-журналістів і активістів гей-руху. Після смерті Боббі, його мати стає активістом відомої в США організації Батьки, сім'ї та друзі лесбійок і геїв (PFLAG), яка надає психологічну допомогу і підтримку батькам гомосексуалів. Докладне вивчення трагедії родини Гріффіт призвело Лерой Ааронса до того, що в 1996 році вийшла його книга «Prayers for Bobby: A Mother's Coming to Terms With the Suicide of Her Gay Son» (Молитви за Боббі: примирення матері з самогубством її сина-гея). До неї увійшли справжні цитати з докладного щоденника Боббі. Мері отримала багато вдячних відгуків про її діяльність. Молоді люди купують книги і дають їх своїм батькам, перед тим як сказати про себе правду.
6 грудня 1995 Мері Гріффіт виступила перед Конгресом США. Мері кілька років очолювала PFLAG, брала участь у багатьох ток-шоу, як правило, з двома значками: один із зображенням Бобі, інший з девізом PFLAG: «Ми любимо наших дітей — геїв та лесбійок».

## В ролях

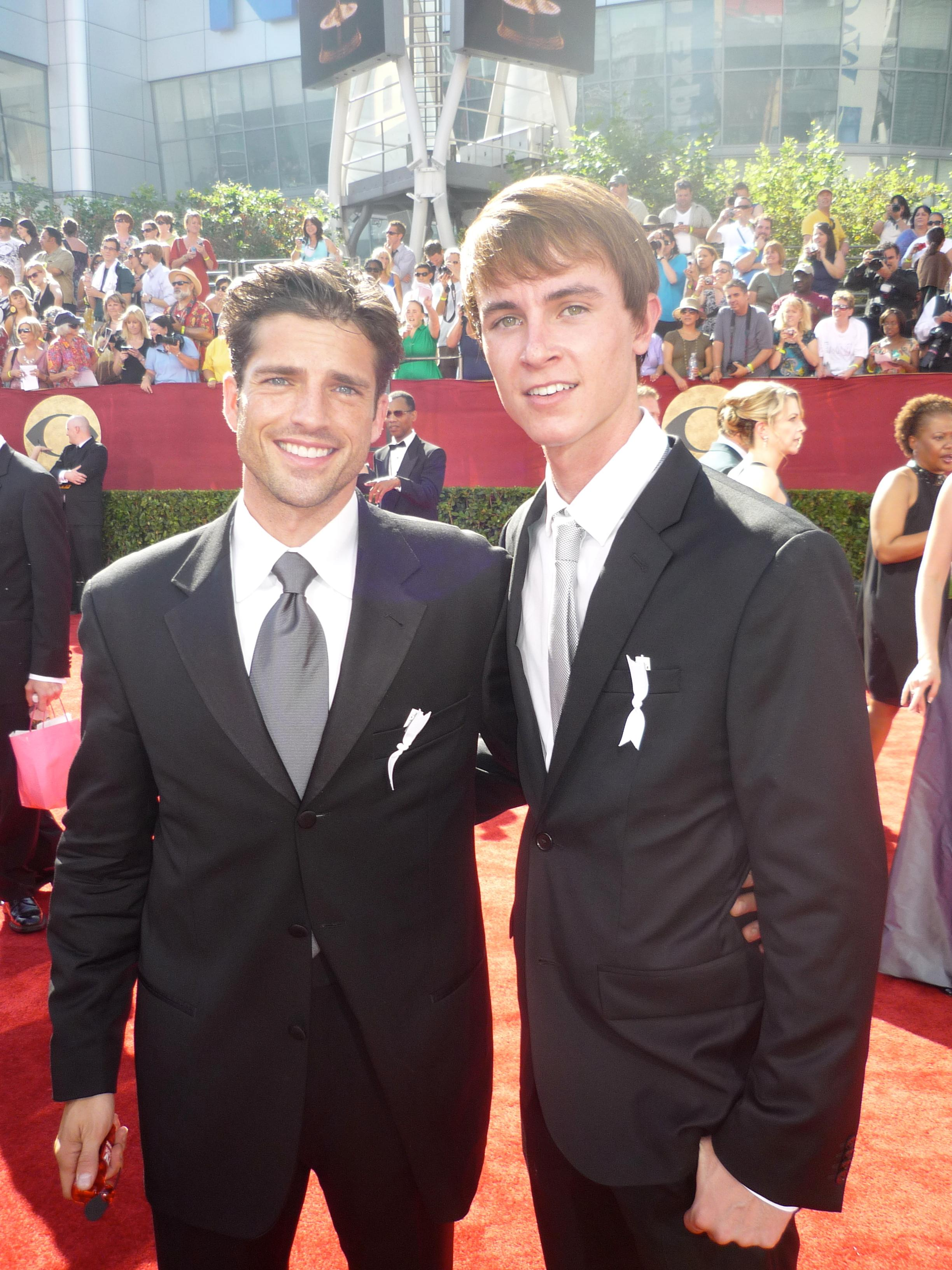
Раян Келлі і Скотт Бейлі, «Еммі 2009»

| Актор                | Роль                |
| -------------------- | ------------------- |
| Сігурні Вівер        | Мері Гріффіт        |
| Генрі Черні          | Роберт Гріффіт      |
| Раян Келлі           | Боббі Гріффіт       |
| Ден Батлер           | преподобний Вітселл |
| Остін Ніколс         | Ед Гріффіт          |
| Карлі Шредер         | Джої Гріффіт        |
| Скотт Бейлі          | Девід               |
| Ребекка Луїза Міллер | Жанетт              |
| Кріс Гендрікс        | Арді                |

## Саундтрек
У останній сцені стрічки звучить пісня «Ось і я» (англ. Here I Am) у виконанні Леона Льюїс. Інші саундтреки фільму: «Я хочу, щоб ти почула» (англ. I Need You to Listen) у виконанні Марті Хогена і «Bullseye» Мегана МакКорміка.

## Цікаві факти
- Мері не могла відправити Бобі брошуру про СНІД. Дія у фільмі відбувається у 1981—1982 рр. Але перша згадка про захворювання з'явилася у вересні 1982 року і спочатку про нього було відомо лише у вузьких медичних колах. Широке поширення цей термін отримав значно пізніше[1].
- Реальну Мері Гріффіт можна бачити у фінальній сцені фільму, де Сігурні Вівер обіймає хлопця, який здався їй Бобі. Мері ненадовго з'являється в кадрі у блакитній футболці зліва від хлопця, коли Сігурні йде до нього[2].
- Щоб «увійти в роль», Вівер прочитала усі книги, які їй порадила Мері Гріффіт від Біблії до «Все, що ви завжди хотіли знати про секс, але боялися запитати». Актриса відвідала будинок Гріффітів, поспілкувалася з сім'єю в тій самій вітальні, де все сталося. Їй показали горище з ліжком Бобі. Онуки Мері в цей час там дивилися телевізор.[3]

## Нагороди
Фільм номінувався на дві прайм-тайм премії «Еммі» (найкращий телефільм; найкраща жіноча роль в міні-серіалі або телефільмі — Сігурні Вівер). У цій же категорії Сігурні Вівер у 2010 році також була номінована на премію «Золотий глобус» та на «премію Гільдії кіноакторів США». У тому ж році фільм виграв премію «GLAAD», а продюсери були номіновані на премію «Продюсерської Гільдії Америки». Фільм також отримав приз глядацьких симпатій на «ЛГБТ-кінофестивалі в Сіетлі».